# ힵ
ힵ는 옛한글 모음이다. 발음은 그냥 ㅜㅕ를 빠르게 읽었을 것이다.
만일 이 글자가 지금까지 존재하였다면 ㅟㅓ의 합자로 쓸 수 있었을 것이다.(예: 바ᄁힵ, 사ᄀힵ 등. 그러나 바ᄁힵ는 바ᄁᆑ 로도 적을 수도 있을 것이다.) 이 '사ᄀힵ' 등을 보고 ㅟㅓ의 3중모음이라는 얘기를 하는 사람도 있다.

## 등장
출전은 미상이다. 미상이나 발음이 ㅜㅕ 비슷하게 나는 한자음 등에 ힵ를 쓸 수 있었을 것이다.

## 같이 보기
- 옛한글